# Бейшеналиева, Бюбюсара
Бюбюсара́ Бейшенали́ева (кирг. Бүбүсара Бейшеналиева; 17 мая 1926, Воронцовка, Киргизская АССР — 10 мая 1973, Фрунзе) — киргизская, советская балерина, танцовщица, педагог. Народная артистка СССР (1958). Первая балерина Кыргызстана.

## Биография
Родилась 17 мая (по другим источникам — 15 сентября и 8 апреля) 1926 года в селе Воронцовка в Аламудунском районе Чуйской области в семье крестьянина. По национальности киргизка.
В 1936 году, в десятилетнем возрасте, Бейшеналиева вместе с группой киргизских детей была направлена в Ленинградское хореографическое училище, где училась под руководством А. Вагановой. Окончила училище в 1941 году. В 1948—1949 годах училась в классе усовершенствования также у А. Вагановой в этом же училище.
Позже артистка вспоминала: «В городе на Неве меня окружили любовью и вниманием. Опытные педагоги, учителя великой Улановой, щедро передавали свои знания мне и другим юным посланцам Киргизии. Они близко принимали к сердцу наши неудачи и огорчения, радовались нашим первым успехам».
Её дебют состоялся в 1939 году на сцене Большого театра во время «Первой декады киргизского искусства и литературы».
С 1941 года — солистка Киргизского театра оперы и балета имени А. Малдыбаева во Фрунзе.
Её партнёром в течение восемнадцати лет был Уран Сарбагишев (1934—2012), народный артист Киргизской ССР.
Выступала на концертах с сольными танцами. Гастролировала по городам СССР и за рубежом.
С 1949 года преподавала во Фрунзенском музыкально-хореографическом училище им. М. Куренкеева (впоследствии Бишкекское хореографическое училище им. Ч. Базарбаева).
Депутат Верховного Совета СССР 6—7-го созывов и Верховного Совета Киргизской ССР 4—5-го созывов.
Умерла 10 мая 1973 года во Фрунзе. Похоронена на Ала-Арчинском кладбище.

### Семья
- Муж — Ахмат Аманбаев (1920—1964) — киргизский композитор, дирижёр, педагог. Заслуженный деятель искусств Киргизской ССР (1963)
- Сын — Эрмек Бейшеналиев, автор мемуаров.

## Награды и звания
- Орден «Знак Почёта» (7 июня 1939) — за выдающиеся заслуги в деле развития киргизского театрального искусства
- Заслуженная артистка Киргизской ССР (1947)
- Медаль «За трудовую доблесть» (1951)
- Народная артистка Киргизской ССР (1954)[5]
- Народная артистка СССР (1958)
- Орден Трудового Красного Знамени (1960)[6]
- Государственная премия Киргизской ССР имени Токтогула Сатылганова (1970)[7]

## Балетные партии
- 1943 — «Селкинчек» В. Власова и В. Фере — Зайнура
- 1944 — «Чолпон» М. Раухвергера — Чолпон
- 1947 — «Раймонда» А. Глазунова — Раймонда
- 1949 — «Бахчисарайский фонтан» Б. Асафьева — Мария и Зарема
- 1950 — «Лебединое озеро» П. Чайковского — Одетта-Одиллия
- 1950 — «Анар» В. Власова и В. Фере — Анар
- 1953 — «Красный мак» Р. Глиэра — Тао-Хоа
- 1953 — «Чолпон» М. Раухвергера — Айдай[8]
- 1955 — «Эсмеральда» Ц. Пуни — Эсмеральда
- 1956 — «Спящая красавица» П. Чайковского — Аврора
- 1960 — «Куйручук» К. Молдобасанова и Г. Окунева — Зейнеп
- 1962 — «Ромео и Джульетта» С. Прокофьева — Джульетта
- «Асель» В. Власова — Асель
- «Корсар» А. Аданa — Медора
- «Весна в Ала-Тоо» В. Власова и В. Фере — Сайра
- «Франческа да Римини» Б. Асафьевa — Франческа
- «Большой вальс» И. Штрауса — Фанни
- «Лауренсия» А. Крейнa — Лауренсия
- «Дон Кихот» Л. Минкуса — Китри
- «Болеро» на музыку М. Равеля — Солистка

## Фильмография
- 1959 — «Чолпон — утренняя звезда» (фильм-балет) — Айдан[9][10].

## Память

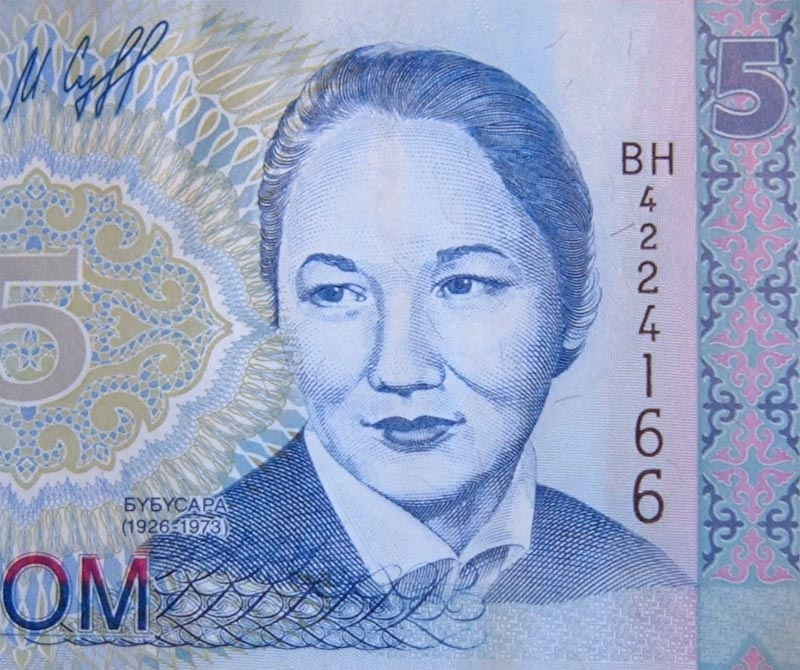
5 сом 1994 года с изображением Б. Бейшеналиевой.

С 11 апреля 1994 года на территории Кыргызстана введена в обращение банкнота номиналом 5 сом с изображением Б. Бейшеналиевой.
Именем балерины названа улица в Бишкеке.
Имя Б. Бейшеналиевой присвоено Кыргызскому государственному институту искусств.
В Бишкеке, рядом с театром оперы и балета, балерине установлен памятник.
Истории любви Б. Бейшеналиевой и писателя Ч. Айтматова посвящена пьеса драматурга Ж. Кулмамбетова «Чингиз и Бюбюсара» и снятый по ней одноимённый художественный фильм.
Авиакомпания Air Manas дала имя Bubusara одному из своих самолётов в честь Бейшеналиевой.